# Placa de toque
Placas de toques son equipamientos simples de laboratorio construidos normalmente de porcelana, comúnmente branca, vidrio moldado o escavado, conteniendo cavidades donde proceden reacciones químicas, tanto en trabajos didácticos cuanto analíticos o un mismo de pesquisa.
Contiene  normalmente 9 o 12 cavidades, una matriz 3 por 3 o 3 por 4 cavidades.
Son utilizadas en reacciones químicas, por ejemplo, que presente peligroso un producto  de gases, sal picos o mismo en explociones.